# Doce Família
Doce Família é um futuro filme de comédia romântica brasileiro, produzido pela Galeria Distribuidora conta com roteiro de Carolina Garcia e Camila Agustini e direção de Carolina Durão. É estrelado por Mariana Xavier e Gabriel Godoy. O filme estreou em 6 de setembro de 2024 na Netflix.

## Sinopse
Tamara (Mariana Xavier) é dona de uma confeitaria de sucesso e criadora de doces espetaculares. Prestes a se casar com Beto (Gabriel Godoy), ela está determinada a realizar seu sonho: usar em seu grande dia o mesmo vestido de casamento de sua mãe, Verônica (Maria Padilha). Só que para isso, ela precisa realizar uma revolução estética e começar uma dieta – vulgo tortura. Tamara decide então lidar com as divergências que tem com a mãe, dona de uma empresa de emagrecimento, e com as irmãs Babi (Viih Tube) e Alê (Karina Ramil) para alcançar o seu objetivo. 

## Elenco
- Mariana Xavier como Tamara Estrela
- Gabriel Godoy como Beto Albuquerque
- Maria Padilha como Verônica Estrela
- Viih Tube como Babi Estrela
- Karina Ramil como Alê Estrela
- Danilo de Moura como Hugo Nogueira
- Isabela Ordoñez como Joana Estrela (Joaninha)
- Marcelo Laham como Frederico Albuquerque
- Ana Paula Xongani como Enfermeira
- Hugo Posssolo como Critico
- Jana Figarella
- Letícia Abellan
- Duda Benevides
- Diego Braga
- Ana Sophia

## Produção
Em 13 de maio de 2022 se iniciaram as gravações do longa em São Paulo. Mariana Xavier irá estrear como protagonista no cinema.
 
A produção é um remake da coprodução mexicana-chilena Dulce Familia, lançada em 2019.  